# Pierre Billard (journaliste)
Pour les articles homonymes, voir Pierre Billard et Billard (homonymie).
Pierre Billard, né le 3 juillet 1922 à Dieppe (Seine-Maritime) et mort le 10 novembre 2016 à Paris 6e,, est un journaliste français, critique et historien du cinéma.

## Parcours

### Jeunesse et formation
Pierre Billard s'inscrit en classe de philosophie sous l'Occupation. Suivant notamment les cours du philosophe et résistant Valentin Feldman, ils deviendront proches (il est lui-même résistant) et l'enseignement de Feldman le marque durablement.
Il part ensuite étudier à la Sorbonne, avant de se spécialiser dans le cinéma.

### Carrière
Président de la Fédération française des ciné-clubs à partir de 1952, il crée en 1954 la revue Cinéma, dont il est le rédacteur en chef (de Cinéma 54 à Cinéma 67). Après avoir travaillé comme journaliste et critique de cinéma aux Nouvelles littéraires, à Candide et à L'Express, il est l'un des cofondateurs de l'hebdomadaire Le Point dont il dirige les pages culturelles jusqu'en 1987. 
Dans les années 1960-1970, il est l'un des participants réguliers de l'émission Le Masque et la Plume pour la critique de cinéma.
Au début des années 1980, il est rédacteur en chef de l'hebdomadaire professionnel Le Film français.
Il a enseigné l'histoire du cinéma à l'Institut d'études politiques de Paris et publié plusieurs livres dont, notamment, Louis Malle, le rebelle solitaire.
En 1995, il publie L’Âge classique du cinéma français, conjointement au livre de son fils Jean-Michel, L'Âge moderne du cinéma français. Cet ouvrage, qui aborde le cinéma français à partir de 1928, soit l'avènement du cinéma parlant, jusqu'en 1959, peut être considéré comme un « outil de référence » sur cette période. Il y fait œuvre « d'historien », cherchant à montrer avec neutralité et sans aborder le point de vue critique, les influences de l'économie, de la politique ou de la culture sur le cinéma français. Les Inrockuptibles jugent « passionnante » la partie qui touche aux premiers films parlants, notant que l'auteur est plus réservé sur ce qui concerne le cinéma français des années 1950. Il traite particulièrement de René Clair et de Jean Renoir.

### Famille
Il est le père du journaliste et historien de cinéma, Jean-Michel Frodon.

## Publications
- Vamps, L'Art du siècle, 1958
- Jean Grémillon, Anthologie du cinéma, 1966
- L'Âge classique du cinéma français, Flammarion, 1995 — prix René-Clair 1995
- D'or et de palmes, le Festival de Cannes, Gallimard, coll. « Découvertes Gallimard/Arts » (no 314), 1997
- Le Mystère René Clair, Plon, 1998
- "Astérix et Obélix contre César", l'histoire d'un film, Paris, Plon, 1999
- Louis Malle, le rebelle solitaire, Plon, 2003 — prix Goncourt de la biographie 2003
- André Gide et Marc Allégret, le roman secret, Plon, 2006

## Archives
La Bibliothèque du film dispose d'un fonds d'archives Pierre et Ginette Billard, constitué par les documents ayant été utilisés dans le cadre de la rédaction de la biographie Louis Malle, le rebelle solitaire. Il s'agit de dossiers par film, 48 dossiers dans 8 boîtes.